# 왕쥐 (가수)
왕쥐(1992년 9월 1일~ )는 중국의 가수다. 2018년 싱글 [Work For Me]로 데뷔했다.

## 방송
- 창조 101 (2018) - 15위

## 음반
- 哎呀姑妈 (2018)
- Work For Me (2018)